# F.U.S.S. (cântec de Christina Aguilera)
F.U.S.S. este o melodie gen Pop interpretată de Christina Aguilera și apărută pe cel de-al treilea album de studio în limba engleză numit Back To Basics. Piesa F.U.S.S. este aflată pe primul disc, fiind cea de-a opta piesă din album.

### Semnificație
"F.U.S.S." este abrevierea de la "Fuck U Scott Storch ". Scott Storch a produs și scris unele piese pentru Christina, care au fost incluse pe albumul Stripped ("Walk Away", "Can't Hold Us Down", "Infatuation", "Fighter", "Loving Me 4 Me", "Keep On Singin' My Song", "Underappreciated"). Când Aguilera l-a contactat pe Scott pentru o eventuală colaborare în vederea producerii albumului Back to Basics acesta a refuzat. Din acest punct relația de prietenie a celor doi s-a rupt.